# 永田佳代
永田 佳代（ながた かよ、1973年1月26日 - ）は日本の女性声優。神奈川県出身。

## 人物
- 以前は銀プロダクション[3]、RME[4]に所属していた。
- 母親から「ヤッターマンのドロンジョ様とドラえもんののび太は同じ人がやっている」と教えられ、声優を目指すようになったとのこと（本人曰く「運の尽き」）[5]。
- 趣味は料理・華道・読書・演劇鑑賞など。
- 栄養士の免許を持つ。
- 日本ナレーション演技研究所、江崎プロダクション養成所卒業。

## 出演作品

### ゲーム
- I/O（葵 夢月、レム）
- 許嫁（リシア、クリスティーヌ、シェル）
- 永遠のアセリア -この大地の果てで-（ニムントール）
- カードバトルゲーム 学園ブライ（極 誠）
- プリンセスバレリーナ 〜夢見る4人のプリマドンナ〜（天道きらら）
- くるくる◇プリンセス 〜ときめきフィギュア☆めざせ!バンクーバー〜（鈴村あやか）
- CROSS†CHANNEL 〜To all people〜（女生徒A、老婆、猫）
- 恋する乙女と守護の楯 -The shield of AIGIS-（桜庭 優）
- 恋する乙女と守護の楯 Portable（桜庭 優）
- Hush-a-bye,baby（永斐 きひろ）
- ハローキティのマジカルドライブ（女の子）
- Princess Frontier Portable（ヨーヨード）
- 僕が運転ジャンボバス（男の子）

### CD
- I/O dramaCD Overbrowse Damsel（レム）
- CROSS CHANNEL〜To all people~（女の子 他）
- 盟勇機バディオーン第2シーズン（有明レン）

### 吹き替え
- インティマシー（次男）
- イントレピット（サラ）
- ウェイキング・ライフ（少女 他）
- エバ・ブロンド〜異常犯罪捜査官（ファトマ）
- オールイン 運命の愛（ソヨン）-（NHK-BS1）
- オールザット（トリシア）
- キーナン&ケル（子供）
- クライズ・オブ・イノセンス
- シークレット・エージェントマン（メーガン）
- ジェイル ブレーカー（レポーター）
- 十戒（王子 他）-（日曜洋画劇場）
- ファースケープ
- ボーイ・ミーツ・ガール（リングボーイ）-（NHK教育）

### 舞台
- crftkit-company第1回公演 真夏の果実（平塚絵里子）2010年6月24日- 27日